# Ctenophthalmus baeticus
Ctenophthalmus baeticus är en loppart som beskrevs av Rothschild 1910. Ctenophthalmus baeticus ingår i släktet Ctenophthalmus och familjen mullvadsloppor.

## Underarter
Arten delas in i följande underarter:
- C. b. baeticus
- C. b. arvernus
- C. b. boisseauorum
- C. b. gemellus